# 앤 램지
앤 램지(Anne Ramsey, 1929년 3월 27일 ~ 1988년 8월 11일)는 미국의 배우이다.

## 출연 작품
- 스크루지 - 대피소에 있는 여자 역
- 호머와 에디
- 구니스 (1985) - 마마 역